# Јагат
Јагат је средњовековна тврђава у Србији/Републици Српској чије се рушевине уздижу на узвишењу Град (око 926 m нмв), делу планине Бић, изнад Прибоја и реке Лим. Назив Јагат потиче из старословенског језика што у преводу значи Црни Дуд, што је и име планине на којој се тврђава налази.

## Историја тврђаве
Град Јагат је један од 9 средњовековних градова у Лимској долини и подигнут је да би контролисао пут управо Лимском долином, али и пружао непосредну заштиту оближњем манастиру Бања, који, као и суседни манастир Мажићи, потиче из преднемањићког или са почетка немањићког доба. Није познато када је подигнут град, а у изворима се јавља тек средином XV века. На обали реке, у подножју тврђаве био је средњовековни трг, око кога је настао данашњи Прибој. Тврђава се кроз своју историју називала и Бишћански град, Заклон Бишћански и Прибон. Град се налазио на раскршћу српских земаља Рашке и Босне. После Дежевског споразума 1282. године, приликом кога је краљ Драгутин уступио престо млађем брату Милутину, ова тврђава је припала територији која је остала под влашћу краља Драгутина и овога пута се тврђава нашла на граници Драгутинове и Милутинове земље. У другој половини XIV века Јагат је припадао територији којом је управљала династија Војиновића. После пропасти Српског царства и слома Војиновића, око 1373 године, тврђава долази под власт бана Стефана Твртка I Котроманића и постаје део Босне. У Босанској држави Јагат је био под влашћу босанске властелинске породице Павловића и чинио је погранично утврђење њихове територије која се звала Земља Павловића. 1418. године Јагат осваја османски војсковођа, Српског порекла, Исак бег. Касније се град помиње у Повељи краља Фридриха III из 1448. године, затим 1463. године у једном путопису помиње се Прибој у нахији Добрун, а други пут 1485. године као седиште истоимене нахије. Потпуније податке о Прибоју, као граду, дали су Бенедикт Курипешић, словеначки путописац који је пролазио кроз Прибој 1530. године, и Евлија Челебија који је боравио у Прибоју 1662. године. Тврђава је била у рушевинама све до 1688. године када су је Турци обновили и војно запосели и као такву су је заузели Аустријанци, напредујући према Косову у Великом бечком рату. По завршетку рата тврђава Прибој је опет запустела и напуштена јер се по склапању мира са Аустријанцима граница одмакла далеко од Прибоја и није имала никакав одбрамбени значај. Избијањем Првог српског устанка борбе се преносе и у Полимље. Године 1806. устаници продиру у лимску долину и заузимају тврђаву но убрзо је напуштају. Заповедник Херцеговине Сулејман паша Скопљак доводи јаче трупе у ове крајеве ради одбране Цариградског друма који пролази кроз Прибој. После претрпљених пораза на Златибору и нарочито на Суводолу, Скопљак више није у могућности да брани доње Полимље, па устаници поново заузимају тврђаву и овога пута је пале. Но убрзо опет су морали напустити Прибој и повући се ка Златибору због одласка главних снага на источно бојиште према Делиграду пред најјаче снаге које су долазиле у Србију из унутрашњости царства. Турци поново поседују Јагат и почињу да га обнављају. Кулуком је обновљена и тврђава и трговиште, а сељаци који су радили на обнови кула и зидиона догоњени су чак из Бијелог Поља. Турци су са избијањем Другог српског устанка очекивали поново продор устаника у лимску долину па су се спремали за њену одбрану. Град је обновљен, поседнут је војском и постављени су топови. Посаду града била су дужна да издржавају села из ближе околине Прибоја. Посаду тврђаве је 1826. године чинио гарнизон од 150 турских војника. Избијањем побуне у Босни против султана Махмуда кроз Полимље пролази побуњена босанска војска и креће на султанове трупе на Косову. При проласку Босанци освајају тврђаве поседнуте турском војском. Побуњеници освајају и тврђаву Јагат 1832. Војска Хусеина Градашћевича побила је 200 турских низама, заузела два топа и у потпуности разорила и запалила утврђење. Од тада је тврђава коначно запустела и напуштена.
| Јагат на граничју Драгутинове и Милутинове земље | Тврђава на граници Рашке и Босне |

## Изглед тврђаве
Тврђава има троугаону основу, остаци зидова високи су 2,5 метара, јасно се распознају обрушене одбрамбене куле. У горњем граду, што је специфичност, тврђава је имала бунар питке изворске воде и дуго је могла да одолева опсадама.
Донжон кула, дебљине зидова 2,8 метара, смештена је на северозападној страни тврђаве и имала је у себи цистерну за скупљање и чување воде. Друга кула, дебљине зидова око 1 метра и округле основе, била је смештена на североисточном делу узвишења, на страни са које је прилаз тврђави био најлакши. Бедем, дебљине 1.2 и дужине око 90 метара повезивао је ову кулу са остатком утврђења, а данас је очуван у висини између 1,5 и 3,5 метара.
Током Другог светског рата и Италијанске окупације Прибоја, забележено је да су Италијански војници узимали камен са остатака тврђаве и од њега градили бункере недалеко од Прибоја.
Тврђава Јагат је због свог положаја могла да шаље сигнале најближој тврђави Оштрик, а Оштрик даље утврђеном граду код Пријепоља, Ковину.
У месту Црнузи, испод утврђења, на падини са које му се најлакше прилази, поред данашњег сеоског гробља налази се средњовековна некропола, у склопу које се налази и неколико стећака, а сам простор се назива Грчко гробље.
| Реконструкција тврђаве | План тврђаве |

## Тврђава у историјским изворима
На нашим савременим географским картама нема никаквих ознака за рушевине на томе месту, међутим, на источном врху планине уписан је потез Град.
На географским картама из XVII века налази се уписан град на путу који од Рудог води на југ. На аустријским картама са краја XIX века налазимо на планини Бић ознаку за рушевине и испис “Ruine Jagod”. У повељи краља Фридриха III издатој Стјепану Вукчићу Косачи међу градовима којима ће бити пружена помоћ у одбрани, против Турака, наводи се и Јагат. Прве податке о овом граду налазимо у Крушевском помену, где се помиње Јагат (место), али се јавља и место Прибој, што казује да су то два топонима везана за две различите локације. Бањски јеромонах Јосиф у свом запису наводи да је његово родно место Прибој или другачије речено Јагат. Путописци који су овуда пролазили у XVI веку, а и касније, оставили су интересантне податке о њему. Курипешић 1530.г. пише >(Sidjose u dolinu k reci Ubevatz, predjose ju, i videse na desnoj strani na visini stare zidine gde bjese za vreme krscana lijep gradic, po imenu Pribon, ima tu blizu trgoviste,koje se takodje Pribon zove...) Анонимни путописац из пратње изасланика краља Фердинанда на путу за Цариград, прошао је кроз Прибој 1532. г. и дао је готово идентичан опис града и варошице Прибон, као и Курипешић две године раније. Евлија Челебија је кроз ове крајеве прошао 1662.г. и пише: “...град Прибој основали су српски краљеви. Град се налази на супротној страни реке Лима на планини Дуд која се диже до неба. То је мален и пуст град сазидан од камена у облику четвороугаоника. У њему станују пастири са горских пашњака. Његова варош лежи на овој страни Лима ...”

## Хронологија тврђаве
- 12. век - Зидање тврђаве.
- 1282 - Јагат потпада под власт краља Драгутина Немањића.
- 1373 - Јагат поптпада под власт бана Твртка Котроманића.
- 15. век - Прво помињање Јагата у Крушевском помену.
- 1448 - Помиње се у повељи краља Фридриха III.
- 1456 - Тврђаву осваја султан Мехмед II Освајач.
- 1530 - Бенедикт Курипешић пролази кроз ове крајеве и записује о тврђави Прибон и истоименом трговишту.
- 1532 - Анонимни путописац из пратње краља Фердинанда даје опис тврђаве и трговишта.
- 1579 - Запис бањског монаха Јосифа.
- 1662 - Евлија Челебија пролази кроз Прибој и даје опис тврђаве.
- 1688 - Турци обнављају тврђаву и војно је запоседају.
- 1689 - Аустријанци заузимају тврђаву.
- 1806 - Српски устаници заузимају тврђаву.
- 1809 - Устаници пале и напуштају Јагат.
- 1816 - Турци обнављају тврђаву.
- 1826 - Запис, тврђаву чини гарнизон од 150 турских војника.
- 1832 - Капетан бег Хусеин Градашчевић заузима и пали Јагат.
- 1857 - Александар Гиљфердинг пролази кроз ове крајеве и помиње рушевине старе тврђаве Јагод

## Тврђава данас
Тврђава је данас великим делом разрушена. Јасно је видљив зид дужине 90 метара, дебљине 1,2 и висине од 1,5 до 3,5 метара који је на средини проваљен а камен са њега отиснут је до подножја саме планине на којој је тврђава. Од кула постоје јасно видљиви остаци темеља. Код остатака темеља округле донжон куле постоје од камена обликоване степенице које су се спуштале у доњи ниво града. У самом доњем делу града по теренским назнакама јасно се види постојање канала за одбрану горњег града.Изван зидина на највишем делу планине налази се више пећина, у свакој од њих јасно се распознају трагови ручног тесања камена и обликовања саме пећине, претпоставка је да су пећине имале улогу монашких испосница. Цео локалитет данас је зарастао у дрвеће и шибље па су било каква истраживања на самом налазишту онемогућена због самог стања локалитета. Пре неколико година чишћење и истраживање на овом месту извршили су чланови Завичајног музеја из Прибоја.
Остаци тврђаве Јагат припадају општини Прибој и представљају непокретно културно добро. Завод за заштиту споменика културе из Краљева заштитио је 1982. године овај локалитет.
Поред Јагата на територији општине Прибој налазе се још 4 утврђена средњовековна града Северин, Остро, Равањски град и Оштрик

## Археолошка ископавања
Локалитет Јагат никада није озбиљније археолошки ископаван и истраживан. Завичајни музеј Прибоја на челу са директором Савом Дерикоњићем почео је са ископавањем тврђаве у септембру 2017 године. Цео пројекат истраживања тврђаве финансира Општина Прибој. Археолошка истраживања су у току.
| Зид | Кула | Поглед са горњег града | Зид | Зид |

## Галерија
| Остаци зидина | Остаци зидина | Бедем | Једна од пећина | Једна од пећина | Улаз у полу затрпану пећину |